# Ondřej Šrámek
Ondřej Šrámek (* 22. prosince 1954, Ostrava) je český televizní a divadelní dramaturg, kreativní producent České televize a bývalý televizní hlasatel.

## Život
Narodil se v Ostravě do divadelní rodiny. Jeho matka byla operní pěvkyně a otec byl scénograf a dlouholetý šéf výpravy Státního divadla v Ostravě Vladimír Šrámek. Během studiích na gymnáziu se přihlásil do konkurzu na programového hlasatele v ostravském studiu. Byl přijat a jako osmnáctiletý byl tehdy nejmladší hlasatelskou tváří Československé televize vůbec. V roce 1975 začal studovat na DAMU divadelní dramaturgii a začal hlásat z pražského studia. Po absolutoriu začal v roce 1980 pracovat v Československé televizi jako redaktor a dále působil jako hlasatel.
V roce 1982 byl obnoven pravidelný dlouholetý cyklus Zveme vás do divadla a vysílal se pod jeho odborným vedením. V roce 1983 se stal dramaturgem Hlavní redakce dramatického vysílání a věnoval se především zaznamenávání toho nejpodstatnějšího, co se na českých divadelních scénách od osmdesátých let 20. století objevilo. I po sametové revoluci se nadále věnoval televizní dramaturgii a na pár divadelních sezón působil jako divadelní dramaturg v Divadle u Jakuba, Jihočeském divadle, Východočeském divadle, Divadle F. X. Šaldy, Městském divadle Brno nebo v Pražské konzervatoři.
Po roce 2000 spolupracoval přibližně pět let na operních pořadech s Českým rozhlasem Vltava. Pracuje jako kreativní producent České televize a od roku 2010 je externím pedagogem na DAMU.
Za svou práci byl oceněn v roce 2019, kdy obdržel cenu Thálie za šíření divadelního umění v televizi.